# مملكة جن
جن (진 | 辰) هي دولة كورية امتدت من القرن الرابع قبل الميلاد إلى القرن الثاني قبل الميلاد وعاصرت نهاية العصر البرونزي وبداية العصر الحديدي وتقع في جنوب ووسط شبه جزيرة كوريا, كما عاصرت غوجوسون, كما يبدو أنها تغيرت لتنشئ دول فترة سامهان الثلاث (ماهان, وبيونهان, وجنهان). وعموماً فإن السجلات التاريخية عن هذه الدولة قليلة جداً, كما أن الموجود لا يعطي صورة واضحة جداً عنها.

## التاريخ

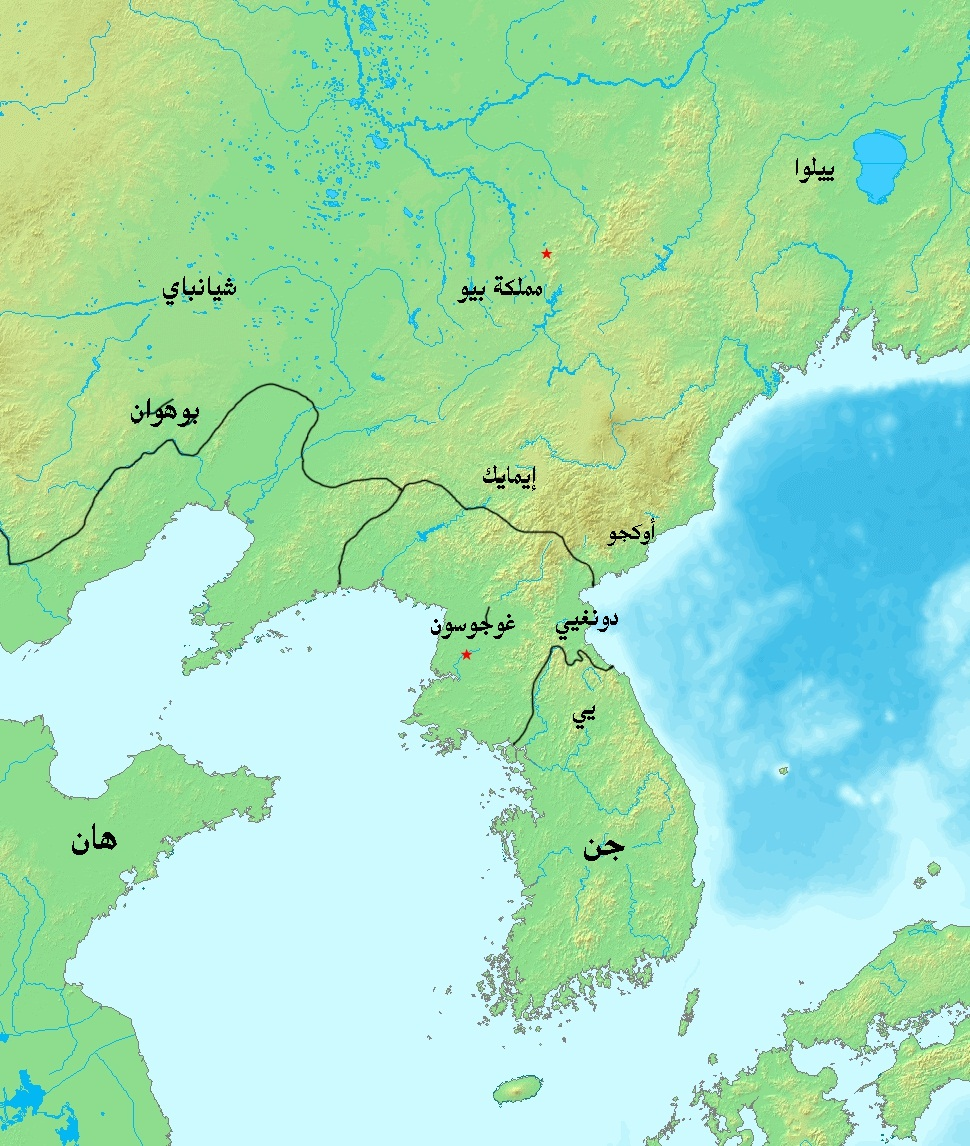
كوريا في 108 قبل الميلاد

لا يوجد معلومات واضحة عن كيف كانت دولة جن المنظمة. حيث يبدو أنها كانت اتحاداً لعدد من الدول الصغيرة أشبه بلاحقتها دول سامهان. من الواضح أن الدولة كان لها سلطة مركزية مستقرة حيث كانت تستطيع أن تواجه ومان جوسون وتقوم بإرسال السفارات إلى بلاط دولة هان الصينية.
اقترح المؤرخ الكوري إي غي بايك (1984, صـ24) أن المملكة كانت تحاول فتح اتصالات مباشرة «يقترح وجود رغبة قوية من جهة تشن (جن) للتمتع بفوائد الثقافة المعدنية الصينية.» على العموم، كانت ومان جوسون تمنع الاتصال المباشر بين جن والصين.
كما ورد أن جُن ملك غوجوسون هرب إلى دولة جِن بعد أن استولى ومان على العرش وأسس ومان جوسون. البعض يعتقد أن الإشارات الصينية إلى غايغك أو غايماغك (蓋馬國, مملكة الأحصنة المدرعة) تشير إلى دولة جِن. كما يذكر أن غوغوريو قامت بغزو غايماغك في 26 بعد الميلاد، ولكن هذه قد تشير إلى قبيلة أخرى في شمال كوريا.
تتناقض السجلات فيما يتعلق بزوال دولة جِن ونهايتها. حيث تشير مرة إلى أنها أصبحت جنهان فيما بعد، أو أنها دخلت في دول سامهان بشكل عام. تم العثور على سجلات أثرية تتعلق بدولة جِن متركزة في الأراضي التي أصبحت فيما بعد أراضي لدولة ماهان.

## الآثار
أثرياً, تعرف دولة جِن مع حضارة الخنجر الكوري البرونزي، والتي خلفت حضارة خنجر لياونينغ البرونزي في آخر الألفية الأولى قبل الميلاد. أغلب الاكتشافات من هذه الحضارة وجدت في الجنوب الغربي من كوريا في منطقتي تشنغتشونغ وجولا. وهذا يقترح أن دولة جِن كانت توجد في نفس المنطقة، والذي يتزامن تقريباً مع الأدلة التاريخية المجزأة. القطع الأثرية من هذه الحضارة تم العثور عليها على امتداد المناطق الجنوبية من كوريا كما تم تصديرها إلى شعب كيوشو في فترة يايوي في اليابان.

## الإرث
تعتبر سامهان الخلف لدولة جِن. استمر استخدام اسم جِن في كونفدرالية جِنهان وفي اسم بيونجِن، وهو مصطلح بديل لاسم بيونهان. بالإضافة إلى ذلك، لبعض الوقت واصل زعيم ماهان إطلاق لقب «ملك جِن» ليعطي نفسه قيادة اسمية على جميع قبائل سامهان.

## السجلات التاريخية ذات العلاقة
عند إلقاء نظرة على كتب التاريخ الرئيسة نجد أن كتاب «سجلات الممالك الثلاث» يشير إلى أن جنهان تابعة لدولة جِن, وعند الاطلاع على كتاب «كتاب هان الأخيرة» يشير إلى أن دولة جِن قد تحولت إلى ما يعرف باسم دول سامهان الثلاثة (جِنهان, وماهان, وبيونهان).